# Olja Ivanjicki
Olja Ivanjicki (* 1931 in Pančevo; † 24. Juni 2009 in Belgrad) war eine jugoslawische bzw. serbische Malerin.

## Leben
Olja  (Olga) Ivanjicki, Kind russischer Einwanderer, studierte bis 1957 Bildhauerei und Malerei bei Sreten Stojanović an der Belgrader Akademie für Bildende Künste. 1959 war sie zusammen mit Malern, Architekten, Dichtern, Philosophen und Musikern, wie Leonid Šejka, Milić od Mačve, Milovan Vidak, Svetozar Samurović, Kosta Bradić und Siniša Vuković, Gründerin der avantgardistischen Gruppe „Mediala“, die mit der damals regierenden sozialistischen Kulturpolitik Jugoslawiens in Konflikt geriet.
Während Auslandsaufenthalten in den Vereinigten Staaten, Italien, Frankreich, Spanien und England setzte sie sich 1962 im Rahmen eines Stipendiums der Ford Foundation in den USA mit der Pop Art auseinander, die sich in ihren späteren Werken wiederfindet. Sie galt in Serbien als bekannteste Malerin des 20. Jahrhunderts. Ihre Werke sind in mehreren internationalen Sammlungen vertreten; sie hatte fast 100 Einzelausstellungen weltweit. Ihre Arbeit wurde mit mehreren Auszeichnungen und Anerkennungen geehrt, darunter dem „Sedmojulsku-Preis“ und der „Vukova nagrada“ für ihr Lebenswerk.

## Werke
- Olja Ivanjicki, Merima Rankovic, Sue Hubbard: Olja Ivanjicki: Expecting the Impossible, Wilson 2009, ISBN 978-0-85667-663-5